# Orden de San Cosme y San Damián
La Orden de San Cosme y San Damián fue fundada en el año de 1030 en Jerusalén por varias personas ricas. 
En usu principio fue una orden hospítalaria pero la precisión en que se vieron los diferentes empleados de los muchos hospitales que sucesivamente se establecieron en Palestina por defenderse de los mahometanos y defender a los desvalidos enfermos, huérfanos y viudas, decidió al Papa Juan XX y a los príncipes cristianos a declararla orden de caballería. 
Su divisa era una cruz de oro esmaltada de oro esmaltada de gules y en su centro un medallón con las efigies de los dos santos patronos, que llevaban los caballeros pendiente de una cadena del mismo metal. Esta orden también se llamó Orden militar de los mártires de Palestina.